# Josephine Cochrane
Pour les articles homonymes, voir Cochrane.
Josephine Garis Cochrane née le 8 mars 1839 dans le comté d'Ashtabula (Ohio) et morte le 3 août 1913 est considérée comme l'inventrice du premier lave-vaisselle en 1886 à Shelbyville (Illinois).

## Biographie
Josephine Cochrane était riche et recevait beaucoup d'invités. Elle employait du personnel pour faire la vaisselle mais voulait une machine qui puisse accomplir cette tâche sans jamais ébrécher les plats. Cette machine n'existant pas, elle se serait exclamé : « Si personne ne veut inventer de machine à laver la vaisselle, je le ferai moi-même ! » ("If nobody else is going to invent a dishwashing machine, I'll do it myself!")
Un brevet avait bien été déposé en 1850 par un certain Joel Houghton, mais il ne s'agissait que d'une amélioration pour une machine à manivelle.
Elle mesura donc ses plats et construisit des compartiments spécialement conçus pour recevoir assiettes, coupes ou soucoupes. Ces compartiments étaient placés sur une roue horizontale située dans une chaudière en cuivre. La roue était actionnée par un moteur tandis que de l'eau savonneuse, introduite par la base de la chaudière, ruisselait sur les plats. Elle construisit plusieurs exemplaires pour ses amis, qui baptisèrent la machine le « lave-vaisselle Cochrane » ("Cochrane Dishwasher").
Elle breveta son invention (Patent No. 355, 139) et la fit produire. Elle la présenta à l'Exposition universelle de 1893 à Chicago où elle remporta un prix. Son entreprise prit le nom de Garis-Cochran Dish-Washing avant d'être intégrée à KitchenAid. La difficulté à produire suffisamment d'eau chaude et la taille de la machine limita, dans un premier temps, sa clientèle aux hôtels et restaurants. Ce n'est qu'au milieu du XXe siècle que le lave-vaisselle se diffusa dans les foyers.